# Epidendrum nutans
Epidendrum nutanses una especie de orquídea epífita del género Epidendrum. 

## Descripción
Es una orquídea de gran tamaño, con tallo erecto, flexuoso, cilíndrico, simple, como una caña, llevando hojas dísticas, patentes a erectas, ligeramente coriáceas, oblongas a oblongo-lanceoladas, agudas a subobtusas, algo conduplicadas en la base articulada. Florece en una inflorescencia terminal, paniculada, con muchas flores, y que mide 13 a 50 cm de largo, delgada, cilíndrica,  inflorescencia colgante que surge a través de 1 a 2 espatas, escariosas, conduplicadas, oblongo-lanceoladas, obtusas a agudas.

## Distribución y hábitat
Se encuentra en Jamaica, Colombia, Venezuela y el sureste de Brasil en los troncos de los árboles, en lugares con mucha luz. 

## Taxonomía
Epidendrum nutans fue descrita por Olof Swartz y publicado en Nova Genera et Species Plantarum seu Prodromus 121. 1788.
Etimología
Ver: Epidendrum
nutans: epíteto latino que significa "inclinada la cabeza".
Sinonimia
- Epidendrum tridentatum Fawc. (1895)
- Epidendrum nutans var. tridentatum Fawc. & Rendle (1911)[4][5]